# Frederihs Buchelli Torres
Frederihs Buchelli Torres fue alcalde de la provincia de Pacasmayo en La Libertad.

## Biografía
Nacido en San Pedro de Lloc, distrito Pacasmayino, el 26 de octubre de 1956,
Hizo sus estudios de primaria en la entonces Escuela Primaria "José Sevilla Escajadillo"  y los de secundaria en el colegio nacional "José Andrés Rázuri" de San Pedro de Lloc, los estudios superiores los realizó en la Universidad Nacional de Cajamarca.  Realizó una Maestría en Gerencia Social en la Pontificia Universidad Católica del Perú, Maestría en Recursos Hídricos en la Universidad de Piura y una Maestría en Ingeniería Vial también en la Universidad de Piura.